# Othinosmia globicola
Othinosmia globicola là một loài Hymenoptera trong họ Megachilidae. Loài này được Stadelmann mô tả khoa học năm 1892.